# Ursin Merrienne
 (décembre 2010).
Si vous disposez d'ouvrages ou d'articles de référence ou si vous connaissez des sites web de qualité traitant du thème abordé ici, merci de compléter l'article en donnant les références utiles à sa vérifiabilité et en les liant à la section « Notes et références ».
Ursin Merrienne (Saint-Léonard, 11 juillet 1846 - Fécamp, 16 janvier 1936) est une personnalité française du monde de la pêche. On lui doit surtout d'être le premier à avoir eu l'idée de préparer les filets de harengs à l'huile.

## Biographie
Comme son père, il se destinait à être tonnelier. Il le fut jusqu'à ce qu'il tire le mauvais numéro pour la conscription. C'est bientôt la guerre franco-prussienne de 1870. Merrienne est fait prisonnier une petite année en Bavière où il contracte une grave maladie.
Libéré, puis démobilisé, il rentre à Fécamp, pour reprendre son métier de tonnelier, et épouse Joséphine Lacheray, ce qui le « propulse » dans un milieu plus aisé (commerçant, médecin). Son épouse exploite le Café des Tonneliers, quai Guy de Maupassant. Ursin Merrienne créée alors un établissement de saleur-mareyeur, comme beaucoup à cette époque.
C'est en constatant qu'une proportion importante des harengs gras et huileux provenant d'Écosse, se détachaient des aïnets dans les cheminées de saurissage (et donc étaient perdus) qu'il eut l'idée de les récupérer et d'en faire des filets.
À partir de 1888, Merienne se fera élire conseiller municipal, et se fera réélire jusqu'en 1925.
Battu ensuite, il finit ses jours rue Jules Ferry, où il meurt en 1936 à l'âge de 89 ans.